# Longipalpus zimmermani
Longipalpus zimmermani là một loài bọ cánh cứng trong họ Cerambycidae.